# ریچارد پرستون
ریچارد پرستون (انگلیسی: Richard Preston؛ زادهٔ ۵ اوت ۱۹۵۴) رمان‌نویس، نویسنده، و روزنامه‌نگار اهل ایالات متحده آمریکا است. وی نویسنده نیویورکر و نویسنده پرفروش است که کتاب‌هایی دربارهٔ بیماری‌های عفونی، بیوتروریسم و سایر موضوعات و همچنین کتاب‌های داستان نوشته‌است.

## زندگی
پرستون در ۱۹۵۴ در کمبریج، ماساچوست متولد شد. او در ۱۹۷۲ از دبیرستان ولزلی در ماساچوست فارغ‌التحصیل شد و در کالج پومونا در کلرمونت، کالیفرنیا به ادامه تحصیل پرداخت، پرستون مدرک دکترای خود را در ۱۹۸۳ از دانشگاه پرینستون دریافت کرد.